# Чарлс Џенкс
Чарлс Џенкс (енгл. Charles Jencks) био је амерички архитектонски теоретичар који је популаризовао и дефинисао термин постмодерна архитектура, својим делом The Language of Postmodern Architecture (Језик постмодерне архитектуре) које је објављено 1970-их година.
Чарлс Џенкс је заговорник еклектичке архитектуре. Сматра да архитектура мора да буде прилагођена локалитету да би могла да комуницира са људима. Супротставља се модернизму који сматра утопијом савршене архитектуре.
Бавио се и вртним дизајном, а познат је његов Врт космичког размишљања.

## Преведена литература
- Чарлс Џенкс, Модерни покрети у архитектури, Грађевинска књига, Београд
- Чарлс Џенкс, Језик постмодерне архитектуре, Вук Караџић, Београд
- Чарлс Џенкс, Нова парадигма у архитектури, Орион арт, Београд